# BHAK/BHAS Wien 12
Die BHAK/BHAS Wien 12 ist eine Bundeshandelsakademie und Bundeshandelsschule im Meidling in Wien.

## Geschichte
Das Gebäude wurde um die Jahrhundertwende erbaut.
Bis in die 70er Jahre war eine Volksschule untergebracht.
Danach wurde ein Neubau errichtet und die Bundeshandelsakademie und Bundeshandelsschule Wien 12 gegründet.
Einige Jahre später wurde die Schule durch einen Zubau erweitert in dessen Untergeschoß vier Klassen und im Obergeschoß ein großer Turnsaal untergebracht wurden.

## Architektur und Gebäude
Es gibt mehr als 60 Klassenräume mit PC und Internetanschluss und jeweils einem OH-Projektor, einen Schulhof (für die Raucher) mit Kastanienbaum, Hudriwudri, ein Buffet und einen Seminarraum. Der Seminarraum ist ein moderner Konferenzraum mit aktueller technischer Ausstattung (Workstations mit LC-Display, Videobeamer, Klimaanlage, Flachbildfernseher), welcher für Schülerpräsentationen, Projekte und für die mündliche Diplomprüfung und mündliche Abschlussprüfung verwendet wird.

## Pädagogische Arbeit, Ausstattung und Angebote
Aktuell lernen über 1600 Schülern und lehren etwa 160 Lehrern.
Im Jahr 2018 wurde die Schule mit dem Österreichischen Schulpreis ausgezeichnet.